# Drmoul
Drmoul (in tedesco Dürrmaul) è un comune della Repubblica Ceca facente parte del distretto di Cheb, nella regione di Karlovy Vary.

## Geografia fisica
I comuni limitrofi sono Skelné Hutě, Plánská Huť, Chodovská Huť, Velké Krásné e Malé Krásné ad ovest, Malá Hleďsebe, Velká Hleďsebe, Klimentov, Horgassing, Valy, Mariánské Lázně e Sekerské Chalupy a nord, Usovice e Chotenov ad est e Horní Ves, Trstěnice, Zadní Chodov, Kyjov e Horní Jadruž a sud.

## Storia
La prima menzione scritta del comune risale al 1366.
La zona sulla quale è stato costruito il villaggio era inospitale e selvatica. Vi era un confine naturale formato da fitte foreste e paludi impenetrabili.